# NGC 7418
NGC 7418 (другие обозначения — PGC 70069, ESO 406-25, MCG −6-50-13, IRAS22538-3717) — спиральная галактика с перемычкой (SBc) в созвездии Журавль.
Этот объект входит в число перечисленных в оригинальной редакции «Нового общего каталога».
В галактике вспыхнула сверхновая SN 2007oc типа II, её пиковая видимая звездная величина составила 13,6.
В галактике вспыхнула сверхновая SN 1983Z. Её пиковая видимая звёздная величина составила 15,5.